# 桂南柯
桂南柯（学名：Lithocarpus phansipanensis）是壳斗科柯属的植物。分布在越南以及中国大陆的广西等地，生长于海拔1,000米的地区，见于山顶灌木丛中，目前尚未由人工引种栽培。